# أراب ستار
أراب ستار (بالإنكليزية Arab Star) مسابقة غنائية باللغة العربية في إسرائيل تتيح الفرصة أمام المواهب الشابة من أبناء المجتمع العربي الإسرائيلي لإبراز مواهبهم أمام الجمهور والتنافس على لقب «النجم العربي». أطلق البرنامج الموقع العربي الإسرائيلي «مكان» أو القناة 33، وهي قناة عربية من ضمن قنوات «هيئة البث الإسرائيلي» ومركز المحطة في حيفا. البرنامج من إنتاج «شركة اكسترا توب للإنتاج» ومن تقديم الإعلامية ايمان بسيوني.

## موسم 2019
لجنة التحكيم لموسم 2019 تتكون من ثلاثة هم البروفيسور تيسير الياس، ورهام حمادي، واميل جمال، ومقدمة البرنامج ايمان بسيوني.
موسم 2019 تضم 40 متنافس ومتنافسة تم اختيارهم من بين العديد من أصحاب المواهب الذين رشّحوا أنفسهم والمشاركون يتسابقون فيما بينهم في إطار 11 حلقة حيث يتم اختيارالمتسابقين تدريجيا في إطار مجموعتين، على النحو التالي: في الحلقتين الأولى والثانية يتم اختيار 24 متنافسًا من 40، وفي الحلقتين الثالثة والرابعة يتم اختيار 12 متنافسًا من 24. في الحلقة الخامسة يتم اختيار 10 متنافسين من 12 واستبعاد متسابقين. في الحلقات، السادسة حتى العاشرة يخرج متنافس واحد في كل حلقة حتى يتأهل 5 متنافسين إلى المرحلة النهائية واختيار نجم أراب ستار 2019.

## راجع أيضا
- نيو ستار

## الوصلات الخارجية
- [موقع مكان: صفحة برنامج «أراب ستار» https://web.archive.org/web/20190221165658/https://www.makan.org.il/Program/?catId=3064]